# Teilungsabkommen
Ein Teilungsabkommen ist eine Vereinbarung zwischen privaten Versicherungsunternehmen oder zwischen solchen Unternehmen und Trägern der Sozialversicherung, die im Schadensfall eine vereinfachte Abwicklung der gegenseitigen Ansprüche ermöglichen soll. Die Versicherung, gegen deren Mitglied Ersatzansprüche geltend gemacht werden, verzichtet danach auf die Prüfung der Haftungsfrage und erstattet den geltend gemachten Betrag oder eine zuvor festgesetzte Quote davon. Auf diese Weise kann eine umfangreiche und aufwendige Prüfung der Verschuldensfrage vermieden werden. Voraussetzung der Erstattung ist jedoch, dass ein ursächlicher Beitrag der haftpflichtversicherten Person (des „Schädigers“) zum Schadensereignis gegeben ist.
Das durch das Abkommen begünstigte Versicherungsunternehmen (oder der Sozialversicherungsträger) erhält aus dem Teilungsabkommen einen eigenen vertraglichen Anspruch gegen den Haftpflichtversicherer des Schädigers mit dem Inhalt, dass dieser unter Verzicht auf eine haftungsrechtliche Klärung die Leistungen des begünstigten Instituts wegen des von dem Teilungsabkommen erfassten Haftpflichtfalls in Höhe der vereinbarten Quote zu ersetzen hat.